# All My Life (chanson des Foo Fighters)
Pour les articles homonymes, voir All My Life.
Singles de Foo Fighters
The One
(2002) Times Like These
(2003)
All My Life est le premier single du groupe de rock Foo Fighters issu de l'album One by One sorti en 2002.

## Liste des titres
Toutes les chansons sont écrites et composées par Dave Grohl, Taylor Hawkins, Nate Mendel, Chris Shiflett.
| 1. | All My Life                                     | 4:24 |
| 2. | Sister Europe (reprise de The Psychedelic Furs) |      |
| 3. | Win or Lose                                     |      |
| 4. | All My Life (version améliorée)                 |      |

| 1. | All My Life                      | 4:24 |
| 2. | Danny Says (reprise des Ramones) |      |
| 3. | The One                          |      |

| 1. | All My Life                                     | 4:24 |
| 2. | Sister Europe (reprise de The Psychedelic Furs) |      |

## Membres du groupe lors de l'enregistrement de la chanson
- Dave Grohl - Chant, guitare, batterie
- Chris Shiflett - Guitare
- Nate Mendel - Basse
- Taylor Hawkins - Batterie

## Classements hebdomadaires
| Classement (2002)                         | Meilleure position |
| ----------------------------------------- | ------------------ |
| Allemagne (GfK Entertainment)             | 93                 |
| Australie (ARIA)                          | 20                 |
| Écosse (OCC)                              | 5                  |
| États-Unis (Alternative Songs)            | 1                  |
| États-Unis (Billboard Hot 100)            | 43                 |
| États-Unis (Mainstream Rock Tracks chart) | 3                  |
| Irlande (IRMA)                            | 14                 |
| Italie (FIMI)                             | 30                 |
| Norvège (VG-lista)                        | 13                 |
| Nouvelle-Zélande (RMNZ)                   | 46                 |
| Pays-Bas (Single Top 100)                 | 95                 |
| Royaume-Uni (UK Singles Chart)            | 5                  |
| Royaume-Uni (UK Rock Chart)               | 1                  |
| Suède (Sverigetopplistan)                 | 37                 |

## Certifications
| Pays               | Certification | Unités certifiées |
| ------------------ | ------------- | ----------------- |
| Mexique (AMPROFON) | Or            | 30 000            |
| Royaume-Uni (BPI)  | Platine       | 600 000           |